# Krzysztof Grzymajło
Krzysztof Jerzy Grzymajło – polski doktor habilitowany nauk weterynaryjnych, profesor na Uniwersytecie Przyrodniczym we Wrocławiu, specjalista od biochemii.

## Kariera naukowa
W 2011 roku został zatrudniony na Wydziale Medycyny Weterynaryjnej Uniwersytetu Przyrodniczego we Wrocławiu, gdzie w 2012 roku uzyskał stopień doktora nauk weterynaryjnych na podstawie rozprawy pt. Charakterystyka funkcjonalna adhezyn FimH fimbrii typu 1 Salmonella enterica serowar Abortus-ovis, Choleraesuis i Dublin, której promotorem był Maciej Ugorski. W 2019 roku ten sam wydział nadał mu stopień doktora habilitowanego nauk weterynaryjnych na podstawie pracy pt. Udział adhezyny FimH fimbrii typu 1 w przebiegu zakażeń pałeczkami Salmonella enterica. W 2022 roku został zatrudniony na Uniwersytecie Wrocławskim.